# Joseon
Joseon (čita se: Čoson, korejski: 대조선국; 大朝鮮國, doslovno: 'Velika država Joseon') bilo je korejsko dinastičko kraljevstvo, koje je trajalo otprilike pet stoljeća. To je bilo posljednje dinastičko kraljevstvo Koreje. Osnovao ga je Yi Seong-gye u srpnju 1392., a zamijenilo ga je Korejsko Carstvo u listopadu 1897. Kraljevstvo je osnovano nakon svrgavanja dinastije Goryea u današnjem gradu Kaesong. Glavni grad premješten je u današnji Seul. Najsjevernije granice kraljevstva proširene su do prirodnih granica na rijekama Amnok i Tuman kroz potčinjavanje naroda Džurdži.
Tijekom svog 500-godišnjeg trajanja, Joseon je poticao učvršćivanje konfucijanskih ideala i doktrina u korejskom društvu. Neokonfucijanizam je instaliran kao ideologija nove države. Budizam je stoga bio obeshrabren i povremeno se suočavao s progonima. Joseon je učvrstio svoju učinkovitu vlast nad teritorijom sadašnje Koreje i dosegao vrhunac klasične korejske kulture, trgovine, književnosti te znanosti i tehnologije. 
U 1590-ima, kraljevstvo je ozbiljno oslabljeno zbog japanskih invazija. Nekoliko desetljeća kasnije, dogodila se invazija dinastije Later Jin i dinastije Qing 1627. odnosno 1636. – 1637., što je dovelo do sve oštrije izolacionističke politike, zbog koje je zemlja postala poznata kao "pustinjačko kraljevstvo" u zapadnoj literaturi. Nakon završetka ovih invazija iz Mandžurije, Joseon je doživio gotovo 200-godišnje razdoblje mira i prosperiteta, zajedno s kulturnim i tehnološkim razvojem. Međutim, moć tijekom izolacije nestala je kako se 18. stoljeće približilo kraju. Suočeno s unutarnjim sukobima, borbom za moć, međunarodnim pritiskom i pobunama kod kuće, kraljevstvo Joseon brzo je opadalo u kasnom 19. stoljeću.
Razdoblje Joseona ostavilo je značajno nasljeđe modernoj Koreji; veći dio moderne korejske kulture, bontona, normi i društvenih stavova prema aktualnim pitanjima, zajedno s modernim korejskim jezikom i njegovim dijalektima, potječe iz kulture i tradicije Joseona. Moderna korejska birokracija i administrativne podjele također su uspostavljene tijekom Joseon razdoblja.